# 卡里略縣
卡里略縣（西班牙語：Cantón de Carrillo），是哥斯達黎加的縣份，位於該國西北部，由瓜納卡斯特省負責管轄，首府設於菲拉德爾菲亞，始建於1877年6月16日，面積577.54平方公里，海拔高度17米，2011年人口37,122人，人口密度每平方公里64.28人。